# Saint-Lactencin
Saint-Lactencin és un municipi francès, situat al departament de l'Indre i a la regió de Centre – Vall del Loira. L'any 2007 tenia 392 habitants.

## Demografia

### Població
El 2007 la població de fet de Saint-Lactencin era de 392 persones. Hi havia 159 famílies, de les quals 38 eren unipersonals (19 homes vivint sols i 19 dones vivint soles), 58 parelles sense fills, 55 parelles amb fills i 8 famílies monoparentals amb fills.
La població ha evolucionat segons el següent gràfic:
Habitants censats

### Habitatges
El 2007 hi havia 195 habitatges, 165 eren l'habitatge principal de la família, 23 eren segones residències i 8 estaven desocupats. 192 eren cases i 1 era un apartament. Dels 165 habitatges principals, 127 estaven ocupats pels seus propietaris, 36 estaven llogats i ocupats pels llogaters i 2 estaven cedits a títol gratuït; 1 tenia una cambra, 6 en tenien dues, 14 en tenien tres, 53 en tenien quatre i 92 en tenien cinc o més. 125 habitatges disposaven pel capbaix d'una plaça de pàrquing. A 58 habitatges hi havia un automòbil i a 94 n'hi havia dos o més.

### Piràmide de població
La piràmide de població per edats i sexe el 2009 era:
| Homes | Edats   | Dones |
| ----- | ------- | ----- |
| 0     | 95 o +  | 0     |
| 4     | 90 a 94 | 0     |
| 0     | 85 a 89 | 0     |
| 4     | 80 a 84 | 0     |
| 16    | 75 a 79 | 8     |
| 4     | 70 a 74 | 0     |
| 8     | 65 a 69 | 28    |
| 4     | 60 a 64 | 0     |
| 4     | 55 a 59 | 4     |
| 24    | 50 a 54 | 12    |
| 12    | 45 a 49 | 24    |
| 20    | 40 a 44 | 16    |
| 4     | 35 a 39 | 16    |
| 4     | 30 a 34 | 8     |
| 24    | 25 a 29 | 8     |
| 0     | 20 a 24 | 8     |
| 12    | 15 a 19 | 4     |
| 12    | 10 a 14 | 20    |
| 4     | 5 a 9   | 28    |
| 12    | 0 a 4   | 0     |

## Economia
El 2007 la població en edat de treballar era de 254 persones, 201 eren actives i 53 eren inactives. De les 201 persones actives 190 estaven ocupades (96 homes i 94 dones) i 12 estaven aturades (8 homes i 4 dones). De les 53 persones inactives 27 estaven jubilades, 12 estaven estudiant i 14 estaven classificades com a «altres inactius».

### Ingressos
El 2009 a Saint-Lactencin hi havia 168 unitats fiscals que integraven 402 persones, la mediana anual d'ingressos fiscals per persona era de 18.257 €.

### Activitats econòmiques
Dels 15 establiments que hi havia el 2007, 5 eren d'empreses de construcció, 4 d'empreses de comerç i reparació d'automòbils, 1 d'una empresa de transport, 2 d'empreses immobiliàries, 1 d'una empresa de serveis, 1 d'una entitat de l'administració pública i 1 d'una empresa classificada com a «altres activitats de serveis».
Dels 5 establiments de servei als particulars que hi havia el 2009, 1 era un guixaire pintor, 1 fusteria, 2 lampisteries i 1 electricista.
L'any 2000 a Saint-Lactencin hi havia 27 explotacions agrícoles que ocupaven un total de 2.109 hectàrees.

## Equipaments sanitaris i escolars
El 2009 hi havia una escola elemental integrada dins d'un grup escolar amb les comunes properes formant una escola dispersa.

## Poblacions més properes
El següent diagrama mostra les poblacions més properes.